# Gunilla Andersson
Gunilla Victoria Andersson (Skutskär, 26 de abril de 1976) é uma jogadora de hóquei no gelo sueca aposentada. Jogou pela Suécia no torneio feminino de hóquei no gelo durante os Jogos Olímpicos de inverno de 1998, 2002, 2006 e 2010 e em onze Campeonatos Mundial.